# Montreal (jezero)
Montreal je jezero v kanadské provincii Saskatchewanu a zdrojem řeky Montreal. Nachází se mezi dálnicí Saskatchewan Highway 2 na západní straně a silnicí Highway 969 na východní straně. Národní park Prince Albert National Park se nachází nedaleko, akorát přes dálnici Saskatchewan Highway 2 a provinční park Clarence-Steepbank Lakes Provincial Park hned přes silnici Saskatchewan Highway 969 od jezera. Obec Timber Bay a městečko stejného jména jako jezero, Montreal Lake se rozkládají poblíž východního břehu jezera na silnici Saskatchewan Highway 969.
Obsahuje tyto druhy známých lovných ryb: candáty druhu Sander vitreus (anglicky walleye), místního druhu okouna Perca flavescens (anglicky yellow perch), štiky druhu Esox lucius (anglicky northern pike), siveny druhu Salvelinus namaycush (anglicky lake trout), síhy druhu Coregonus clupeaformis (anglicky lake whitefish), síhy druhu Coregonus artedi (anglicky cisco), mníky, pakaprovce druhu Catostomus commersonii (anglicky white sucker) a pakaprovci druhu Catostomus catostomus (anglicky longnose sucker).